# Ariadne (droga)
Ariadne (também conhecido como 4C-D, 4C-DOM, α-Et-2C-D, BL-3912 ou dimoxamina) é uma droga psicodélica pouco conhecida. É um homólogo do 2C-D e dimetoxianfetamina (DOM). Ariadne foi sintetizado pela primeira vez por Alexander Shulgin. Em seu livro PiHKAL, Shulgin relatou ter consumido Ariadne até uma dose de 32mg, relatando que a droga produz psicodelia em um limiar mínimo - sendo, desse modo, um alucinógeno potente em termos de dose-efeito.
Existem poucos dados sobre as propriedades farmacológicas, metabolismo e de toxicidade da Ariadne em humanos.
Em um estudo com animais, Ariadne mostrou produzir generalização de estímulos em ratos treinados para responder ao medicamento MDMA .